# Le Gosier
Le Gosier (Guadeloupe-Kreolisch: Gozyé) ist eine Gemeinde mit 27.205 Einwohnern (Stand 1. Januar 2022) im französischen Überseedépartement Guadeloupe. Die Einheimischen nennen sich les Gosiériens. Die Ortschaft liegt auf der Insel Grande-Terre. Im 17. Jahrhundert erschien der Name Grand-gosier. Als „Gosieres“ wurden in der Umgangssprache die Pelikane bezeichnet. Heute spielt dort der Tourismus eine wichtige Rolle.

## Sehenswürdigkeiten
- L'îlet du Gosier ist eine karibische Insel bei Le Gosier, die einen Kilometer durchmisst. Ein besonderes Merkmal sind dort die Korallen.
- Das Aquarium de Guadeloupe ist ein überdimensionales Aquarium mit 35 Becken, die zusammen rund 200.000 Liter Wasser fassen.
- Das Fort Fleur d'épée ist eine ehemalige Festungsanlage. Sie wurde zwischen 1750 und 1763 nach Plänen des Architekten Sébastien Le Prestre de Vauban errichtet und diente damals dem französischen Militär unter der Leitung von Victor Hugues (Monument historique).

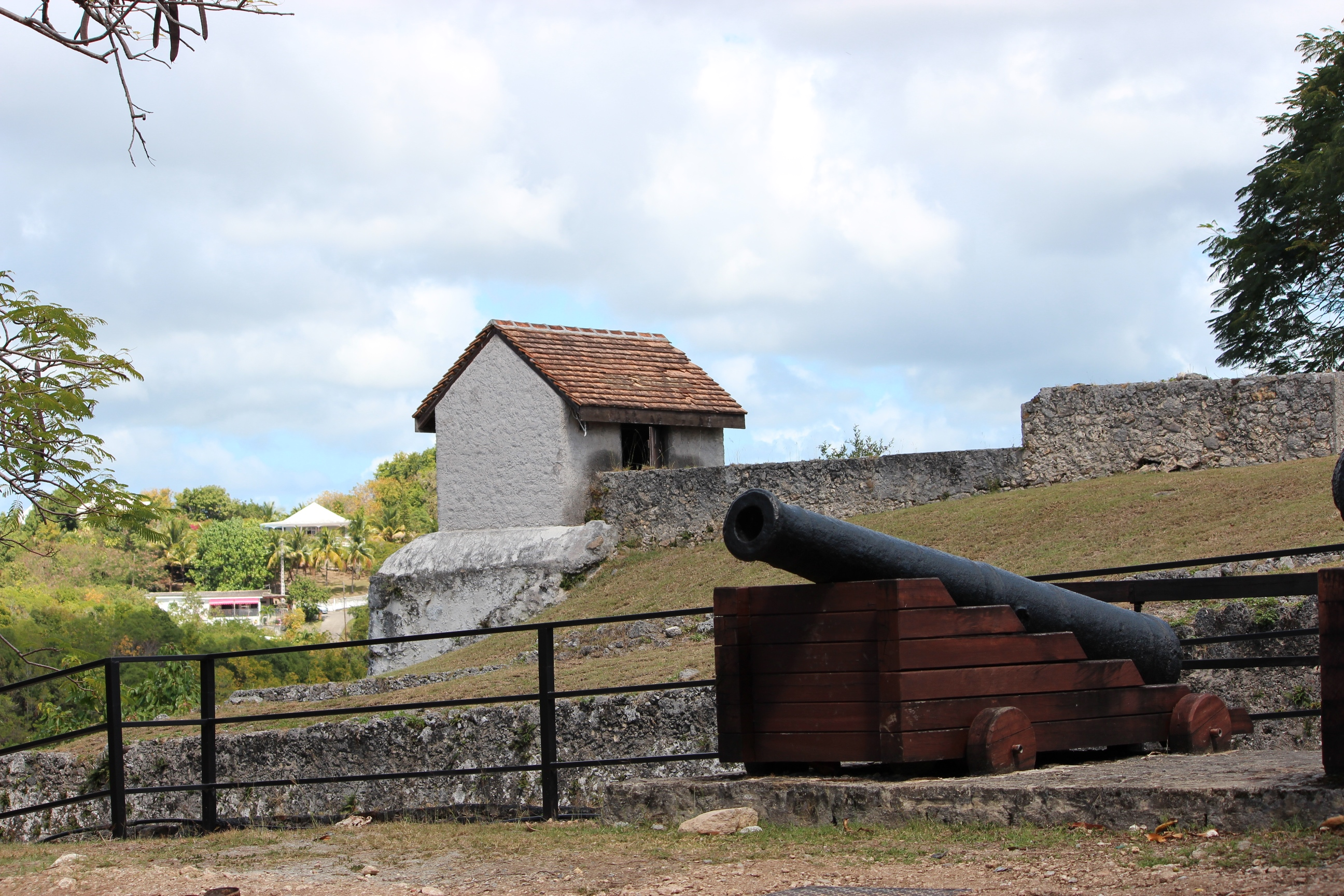
Fort Fleur d'épée
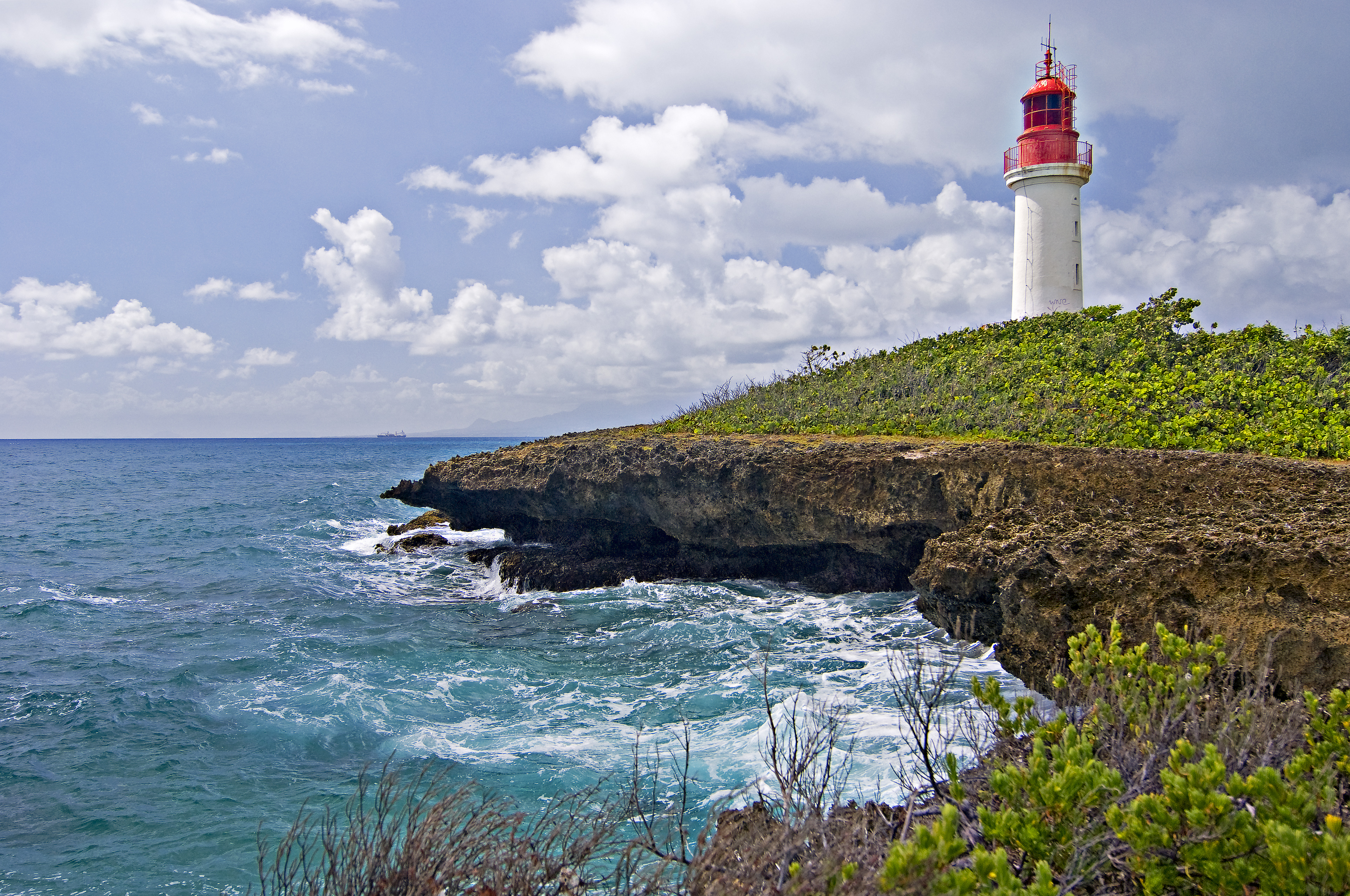
L'îlet du Gosier, Leuchtturm
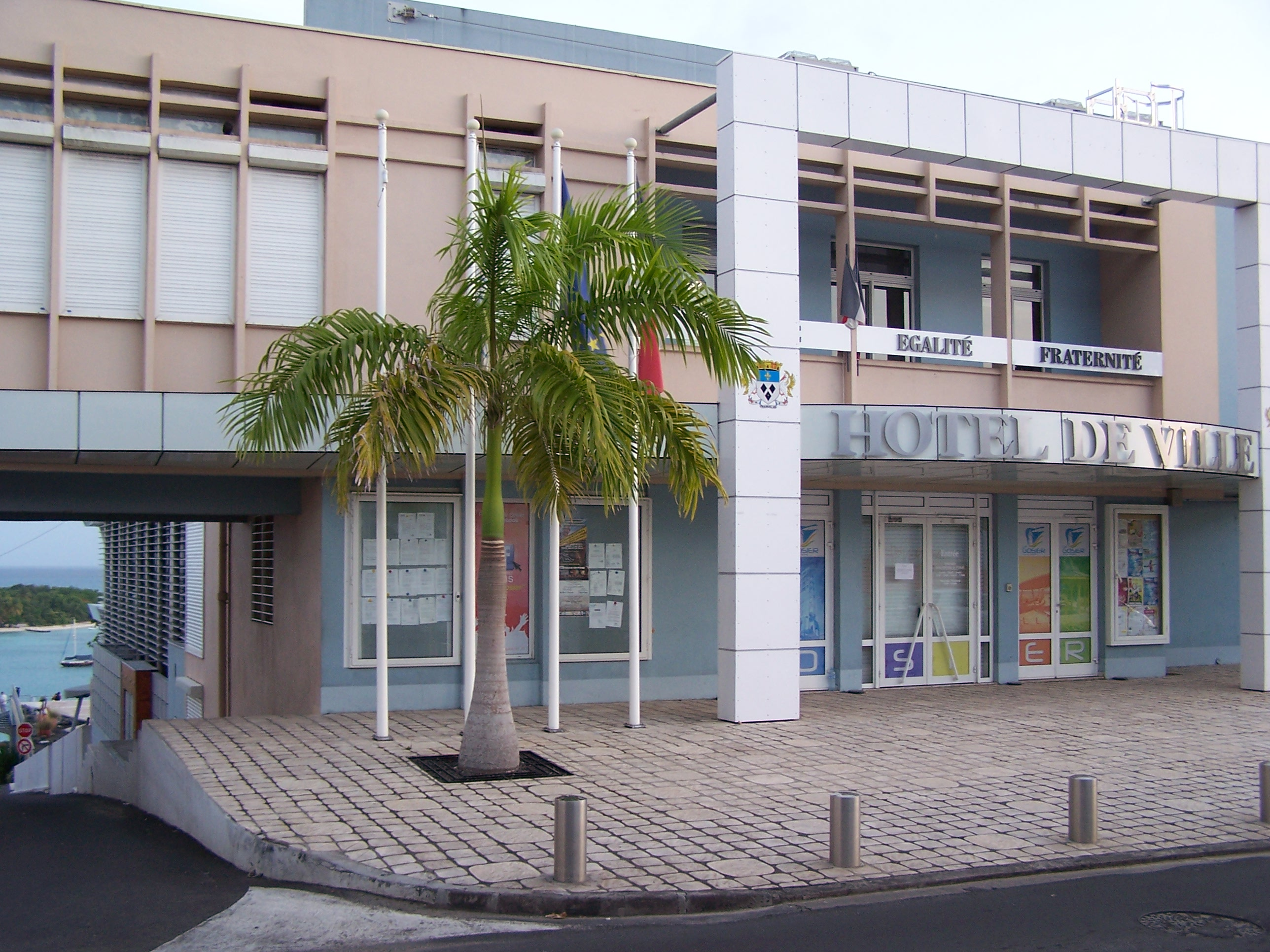
Rathaus (Mairie) Le Gosier

## Wappen

Anderes Wappen von Le Gosier